# San Fernando (Kolumbia)
San Fernando – miasto w Kolumbii, w departamencie Bolívar.